# Juri Michailowitsch Popow
Juri Michailowitsch Popow (russisch Юрий Михайлович Попов; * 24. Mai 1929 in Pensa) ist ein sowjetisch-russischer Physiker und Hochschullehrer.

## Leben
Popow, Sohn des Arztes Michail Alexejewitsch Popow (1887–1961), besuchte die Pensaer Schule Nr. 10 (jetzt Klassisches Belinski-Gymnasium Nr. 1) mit Abschluss 1947 und studierte dann am Moskauer Ingenieur- und Physik-Institut (MIFI) mit Abschluss 1952.
Popow arbeitete nach dem Studium im Lebedew-Institut (FIAN) zunächst als Aspirant bei Igor Jewgenjewitsch Tamm. 1957 verteidigte er mit Erfolg seine Dissertation für die Promotion zum Kandidaten der physikalisch-mathematischen Wissenschaften. Zusammen mit Nikolai Gennadijewitsch Bassow und Benzion Moissejewitsch Wul initiierte er 1958 die Entwicklung der Halbleiterlaser, der Excimerlaser und der sogenannten quantenmechanischen Halbleitergeneratoren. 1963 verteidigte Popow seine Doktor-Dissertation über Methoden zur Einstellung von Zuständen mit negativer Temperatur in Halbleitern für die Promotion zum Doktor der physikalisch-mathematischen Wissenschaften. Diese Doktor-Dissertation wurde als erste auf dem Gebiet der Halbleiterlaser angesehen. 1970 folgte die Ernennung zum Professor am MIFI, an dem er lehrte.
Den von Erwin Hahn und Samuel L. McCall  entdeckten Effekt der selbstinduzierten Transparenz sagte erstmals Popow zusammen mit Igor Akimowitsch Poluektow und Wiktor Semenowitsch Roitberg für Halbleiter voraus. Ab 1993 leitete Popow das Laboratorium für Optoelektronik des FIAN. Im selben Jahr wurde er zum Vollmitglied der 1990 gegründeten Russischen Akademie der Naturwissenschaften gewählt. 1995 wurde er Mitglied des Institute of Electrical and Electronics Engineers.

## Ehrungen, Preise
- Leninpreis (1964 als Kader-Mitglied)[3]
- Orden des Roten Banners der Arbeit (1975)
- Staatspreis der UdSSR (1978 als Kader-Mitglied)
- Verdienter Wissenschaftler der Russischen Föderation (1999)
- Joffe-Preis der Russischen Akademie der Wissenschaften (2002)[7]
- Bassow-Preis der Russischen Akademie der Wissenschaften (2015)[7]